# Benito Bermejo
Pour les articles homonymes, voir Bermejo.
Benito Bermejo Sánchez, né à Salamanque en 1963, est un historien et universitaire espagnol, spécialiste de la recherche dans le domaine de la Seconde Guerre mondiale et des camps de concentration nazis.

## Biographie
Dans sa jeunesse, il étudie à l'université de Salamanque.
Historien reconnu de la Shoah et de la Seconde Guerre mondiale, il confond grâce à ses recherches le prétendu grand témoin mémoriel Enric Marco dans les années 2010.
Ayant diffusé les photographies de Francesc Boix, le photographe de Mauthausen, il demeure l'un des grands spécialistes de la Seconde Guerre mondiale en Europe.

## Postérité
Au cinéma, son rôle est joué par l'acteur Chani Martín dans le film Marco, l'énigme d'une vie du réalisateur basque Jon Garaño (2024).